# Los Cabos Open 2025 - Doppio
Il doppio del torneo di tennis professionistico Los Cabos Open 2025, facente parte della categoria ATP Tour 250 nell'ambito dell'ATP Tour 2025, si è giocato alla Delmar International School di Cabo del Mar, in Messico, dal 14 al 19 luglio 2025.
Max Purcell e Jordan Thompson erano i detentori del titolo, ma Purcell stava scontando una sospensione per una violazione dell'antidoping e Thompson ha deciso di non partecipare al torneo.

## Teste di serie
1. Sadio Doumbia /  Fabien Reboul (primo turno)
2. Christian Harrison /  Rajeev Ram (quarti di finale)

1. Nathaniel Lammons /  Jackson Withrow (primo turno)
2. Matthew Ebden /  John Peers (quarti di finale)

## Wildcard
1. Nicolás Mejía /  Rodrigo Pacheco Méndez (primo turno)

1. Manuel Sánchez /  Bernard Tomic (quarti di finale)

## Tabellone

### Legenda
| - Q = Qualificato - WC = Wild card - LL = Lucky loser | - ALT = Alternate - SE = Special Exempt - PR = Protected Ranking | - w/o = Walkover - r = Ritirato - d = Squalificato |

|  | Primo turno | Primo turno                           | Primo turno                           | Primo turno | Primo turno |  |  | Quarti di finale | Quarti di finale         | Quarti di finale         | Quarti di finale       | Quarti di finale |   |      | Semifinali | Semifinali               | Semifinali             | Semifinali     | Semifinali     |   |   | Finale | Finale | Finale | Finale | Finale |  |
|  |             |                                       |                                       |             |             |  |  |                  |                          |                          |                        |                  |   |      |            |                          |                        |                |                |   |   |        |        |        |        |        |  |
|  | 1           | S Doumbia F Reboul                    | S Doumbia F Reboul                    | 4           | 3           |  |  |                  |                          |                          |                        |                  |   |      |            |                          |                        |                |                |   |   |        |        |        |        |        |  |
|  |             | A Chandrasekar R Stalder              | A Chandrasekar R Stalder              | 6           | 6           |  |  |                  | A Chandrasekar R Stalder | A Chandrasekar R Stalder | 7                      | 6                |   |      |            |                          |                        |                |                |   |   |        |        |        |        |        |  |
|  | WC          | M Sánchez B Tomic                     | M Sánchez B Tomic                     | 7           | 4           |  |  | WC               | M Sánchez B Tomic        | M Sánchez B Tomic        | 5                      | 1                |   |      |            |                          |                        |                |                |   |   |        |        |        |        |        |  |
|  |             | H Hach Verdugo C Rodríguez            | H Hach Verdugo C Rodríguez            | 63          | 1r          |  |  |                  |                          |                          |                        |                  |   |      |            | A Chandrasekar R Stalder | 6                      | 1              | [9]            |   |   |        |        |        |        |        |  |
|  | 3           | N Lammons J Withrow                   | N Lammons J Withrow                   | 65          | 3           |  |  |                  |                          |                          | B Bayldon T Schoolkate | 1                | 6 | [11] |            |                          |                        |                |                |   |   |        |        |        |        |        |  |
|  |             | J Duckworth A Walton                  | J Duckworth A Walton                  | 7           | 6           |  |  |                  | J Duckworth A Walton     | J Duckworth A Walton     | J Duckworth A Walton   |                  |   |      |            |                          |                        |                |                |   |   |        |        |        |        |        |  |
|  |             | B Bayldon T Schoolkate                | 7                                     | 64          | [10]        |  |  |                  | B Bayldon T Schoolkate   | B Bayldon T Schoolkate   | B Bayldon T Schoolkate | w/o              |   |      |            |                          |                        |                |                |   |   |        |        |        |        |        |  |
|  |             | J Paris T Yuzuki                      | 5                                     | 7           | [7]         |  |  |                  |                          |                          |                        |                  |   |      |            | B Bayldon T Schoolkate   | B Bayldon T Schoolkate | 64             | 4              |   |   |        |        |        |        |        |  |
|  |             | S González A Krajicek                 | S González A Krajicek                 | 6           | 6           |  |  |                  |                          |                          |                        |                  |   |      |            |                          |                        | R Cash J Tracy | R Cash J Tracy | 7 | 6 |        |        |        |        |        |  |
|  |             | J Cerretani T Winegar                 | J Cerretani T Winegar                 | 2           | 2           |  |  |                  | S González A Krajicek    | 2                        | 6                      | [10]             |   |      |            |                          |                        |                |                |   |   |        |        |        |        |        |  |
|  | WC          | N Mejía R Pacheco Méndez              | N Mejía R Pacheco Méndez              | 4           | 0r          |  |  | 4                | M Ebden J Peers          | 6                        | 3                      | [7]              |   |      |            |                          |                        |                |                |   |   |        |        |        |        |        |  |
|  | 4           | M Ebden J Peers                       | M Ebden J Peers                       | 6           | 2           |  |  |                  |                          |                          |                        |                  |   |      |            | S González A Krajicek    | 4                      | 6              | [5]            |   |   |        |        |        |        |        |  |
|  |             | F Romboli J-P Smith                   | 6                                     | 5           | [6]         |  |  |                  |                          |                          | R Cash J Tracy         | 6                | 2 | [10] |            |                          |                        |                |                |   |   |        |        |        |        |        |  |
|  |             | R Cash J Tracy                        | 3                                     | 7           | [10]        |  |  |                  | R Cash J Tracy           | 4                        | 6                      | [10]             |   |      |            |                          |                        |                |                |   |   |        |        |        |        |        |  |
|  |             | N Kaliyanda Poonacha J Nedunchezhiyan | N Kaliyanda Poonacha J Nedunchezhiyan | 4           | 3           |  |  | 2                | C Harrison R Ram         | 6                        | 4                      | [6]              |   |      |            |                          |                        |                |                |   |   |        |        |        |        |        |  |
|  | 2           | C Harrison R Ram                      | C Harrison R Ram                      | 6           | 6           |  |  |                  |                          |                          |                        |                  |   |      |            |                          |                        |                |                |   |   |        |        |        |        |        |  |